# Mercedes Salisachs
Mercedes Salisachs Roviralta (Barcelona, 18 de setembre de 1916 − Barcelona, 8 de maig de 2014) va ser una escriptora catalana que escrivia en castellà.

## Biografia
Filla d'un ric industrial barceloní, va rebre una bona educació i liberal-conservadora. Va estudiar peritatge mercantil a l'Escola de Comerç i en 1935 es va maridar amb un altre industrial ric també pèrit mercantil. Amb ell va tenir cinc fills, un dels quals, Miguel, morí als 21 anys, essent la font d'inspiració per a una de les seves novel·les, La gangrena, amb la qual obtingué el Premi Planeta en 1975.
La seva primera novel·la, Primera mañana, última mañana (1955), l'escrigué amb un pseudònim: María Ecín. En 1956 guanyà el Premi Ciutat de Barcelona amb l'obra Una mujer llega al pueblo, en 1983 el Premi Ateneo de Sevilla con El volumen de la ausencia i en 2004 el premi Fernando Lara con El último laberinto. Té també la Gran Creu d'Alfons X el Savi. Va publicar 39 novel·les en llengua castellana i ha deixat un llibre inacabat, amb el títol Momentos.
Amb 19 nets i un bon nombre de besnets, ha estat també important la seva aportació en la literatura infantil.
| «             | Abans utilitzava la vida com a font d'inspiració. Ara utilitzo infinits records. | » |
| — M.Salisachs |                                                                                  |   |

## Obra
- Los que se quedan. Barcelona: Juventud S.A., 1942
- La heroína de Betulia, 1948. Teatre
- Primera mañana, última mañana. Barcelona: Planeta, 1955. Novel·la
- Carretera intermedia. Barcelona: Luis de Caralt, 1956. Finalista del IV Premi Planeta 1955
- Una mujer llega al pueblo. Barcelona: Planeta, 1956. Novel·la
- Más allá de los raíles. Barcelona: Luis de Caralt, 1957. Novel·la
- Adán helicóptero, 1957. Novel·la
- Pasos conocidos. Barcelona: Pareja y Borrás, 1957. Contes
- Vendimia interrumpida. Barcelona: Planeta, 1960. Novel·la
- La estación de las hojas amarillas. Barcelona: Planeta, 1963. Novel·la
- El declive y la cuesta. Barcelona: Planeta, 1966. Novel·la
- La última aventura. Barcelona: Planeta, 1967. Novel·la
- La decoración, 1969
- Adagio confidencial. Barcelona: Planeta, 1973. Novel·la. Finalista del XXII Premi Planeta 1973
- La gangrena. Barcelona: Planeta, 1975. Novel·la. XXIV Premi Planeta 1975
- Viaje a Sodoma. Barcelona: Planeta, 1977. Novel·la
- El proyecto y otros relatos. Barcelona: Planeta, 1978. Contes
- La presencia. Barcelona: Argos Vergara, 1979. Novel·la
- Derribos: crónicas íntimas de un tiempo saldado. Barcelona: Argos Vergara, 1981. Biografia
- La sinfonía de las moscas. Barcelona: Planeta, 1982. Novel·la
- El volumen de la ausencia. Barcelona: Planeta, 1983. Novel·la
- Sea breve, por favor, 1983. Premi Rosa Navarro
- Feliz Navidad, señor Ballesteros. Confederación Cajas de Ahorros, 1983. Contes. Finalista del Premi Hucha de Oro 1983
- La danza de los salmones. Barcelona: Planeta, 1985. Novel·la. Reedició; Madrid: Sekotia, 2008
- Bacteria mutante, 1996
- El secreto de la flores. Barcelona: Plaza y Janés, 1997. Novel·la
- La voz del árbol. Barcelona: Plaza y Janés, 1998. Novel·la
- Los clamores del silencio. Barcelona: Plaza y Janés, 2000. Novel·la
- La Conversación. Ediciones B. Barcelona, 2002. El hombre maltratado
- Desde la Dimension Intermedia. Ediciones B, Barcelona, abril de 2003
- La palabra escrita. Radiografía de mis novelas. Ediciones B. Barcelona, 2003. Reflexió sobre la seva obra literària
- El último laberinto. Barcelona: Planeta, 2004. Novel·la
- Reflejos de luna. Planeta, 2005. Novel·la
- Entre la sombra y la luz. Ediciones B, 2007. Novel·la
- Goodby, España. Editorial Martínez Roca, 2009. Novel·la històrica. Guanyadora del Premi de Novel·la Històrica Alfons X el Savi 2009
- El cuadro, Madrid: Libros Libres, 2011
- El caudal de las noches vacías. Editorial Martínez Roca, 2013. Novel·la ISBN 9788427039988